# Interstate 25
Interstate 25 (afgekort I-25) is een Interstate Highway in de Verenigde Staten. De snelweg begint bij Las Cruces (New Mexico) en eindigt in Buffalo, (Wyoming). De Interstate 25 is onderdeel van de CanAm Highway, die van El Paso aan de Mexicaanse grens naar La Ronge in Canada loopt.
Een deel van de snelweg, van de kruising met de Interstate 80 bij Cheyenne in Wyoming in het noorden tot de kruising met de Interstate 270 bij Denver in Colorado in het zuiden, wordt ook aangeduid als de Dwight D. Eisenhower Highway. De titel gaat op die kruisingen over naar respectievelijk de I-80 en de I-270. 

## Lengte

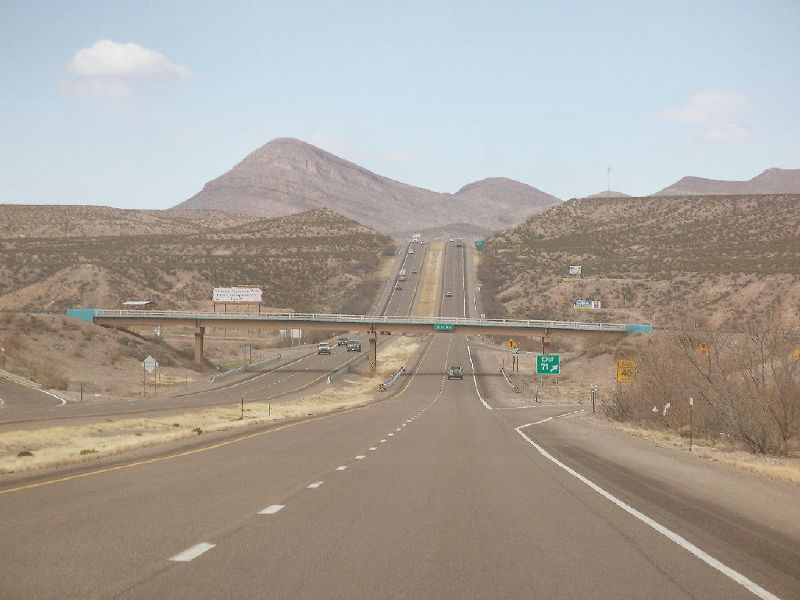
I-25 ten zuiden van Truth or Consequences

| Staat      | km   | mijl |  |
|            |      |      |  |
| New Mexico | 0744 | 0462 |  |
| Colorado   | 0483 | 0300 |  |
| Wyoming    | 0484 | 0301 |  |
|            |      |      |  |
| Totaal     | 1711 | 1063 |  |

## Belangrijke steden aan de I-25
Albuquerque - Santa Fe - Las Vegas - Pueblo - Colorado Springs - Denver - Fort Collins - Cheyenne - Casper